# 1865
1865 (MDCCCLXV) a fost un an obișnuit al calendarului gregorian, care a început într-o zi de duminică.

## Evenimente

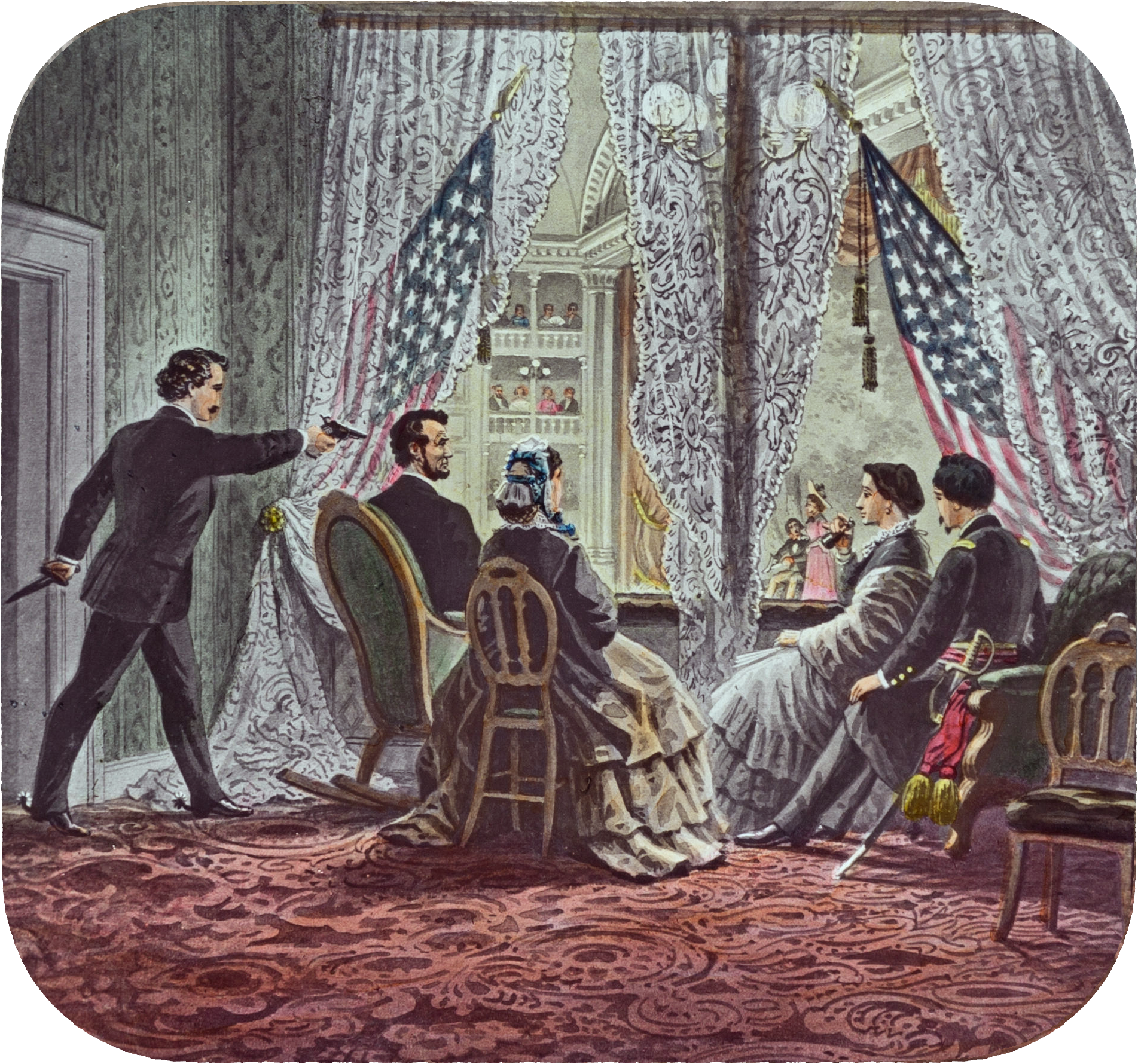
14 aprilie: Asasinarea președintelui Lincoln. Președintele Statelor Unite, Abraham Lincoln, este împușcat în timp ce participa la spectacolul Our American Cousin la teatrul Ford din Washington, de către actorul și simpatizantul confederat John Wilkes Booth.

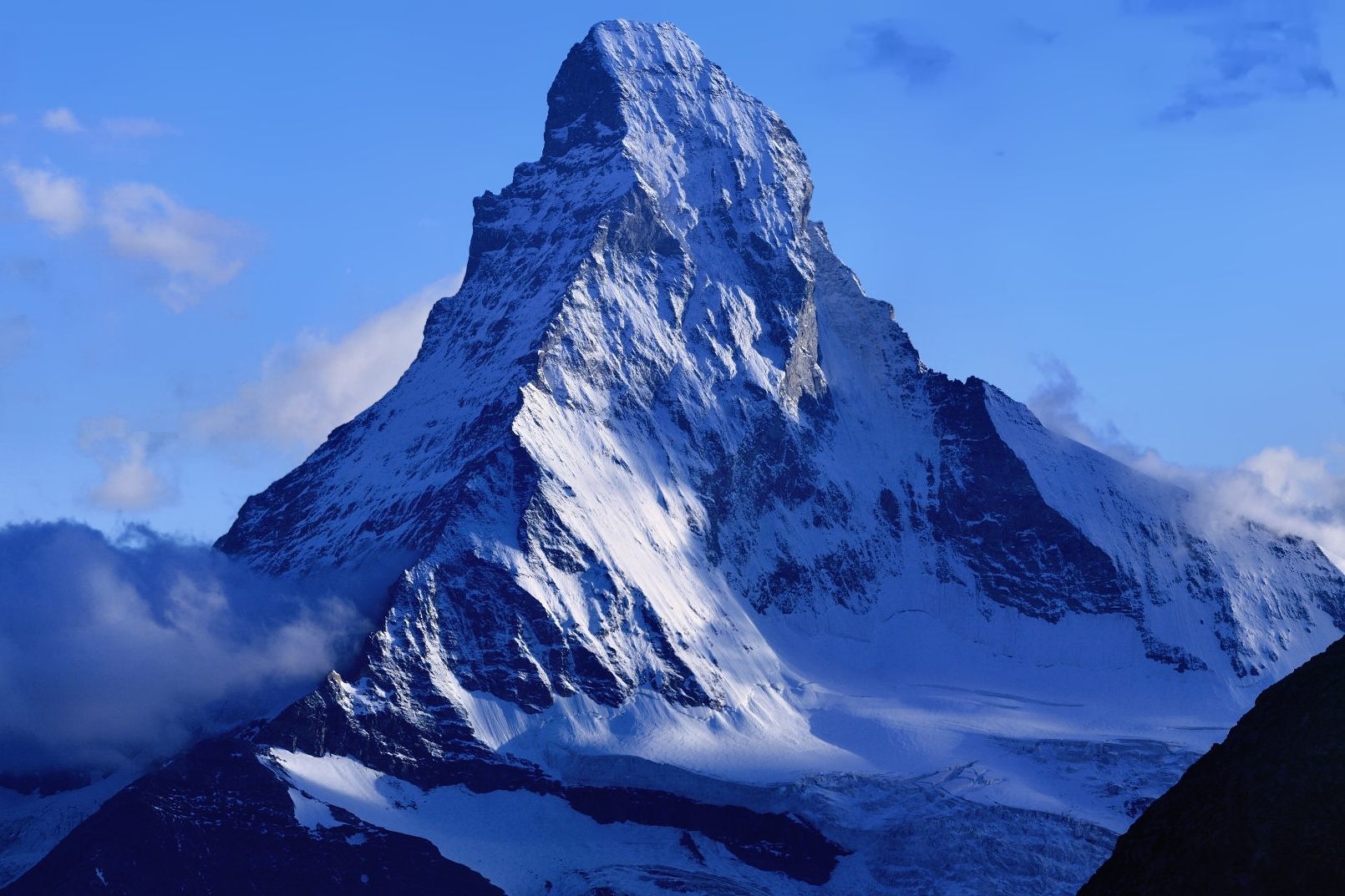
14 iulie: Prima ascensiune a muntelui Matterhorn situat în Alpii Pennini de către exediția condusă de britanicul Edward Whymper. Pe drumul de întoarcere, patru dintre cei șapte membri ai echipei au căzut în prăpăstie de pe peretele de stâncă.

### Ianuarie
- 31 ianuarie: Congresul Statelor Unite ale Americii aprobă Amendamentul 13 la Constituția Statelor Unite, prin care sclavia pe teritoriul Statelor Unite este abolită.

### Februarie
- 3 februarie: Conferința de la Hampton Roads. Negocieri neoficiale pentru pace, soldate cu un eșec, desfășurate la Hampton Roads, Virginia, în timpul Războiului Civil American

### Martie
- 16 martie: în urma reformelor domnitorului Alexandru Ioan Cuza, este înființată o școală în comuna Dumbrăveni - jud. Suceava. Ion Simionovici (absolvent al cursului preparandal) a înscris 20 de elevi în clasa întâi, în condițiile în care comuna avea 802 familii. Găzduită inițial în casa unui țăran, școala va beneficia din 1870-1871 de un local propriu cu două săli de clasă. În anul 2025, școala denumită Liceul Tehnologic ”Mihai Eminescu” Dumbrăveni are 1520 de elevi repartizați în ciclurile primar, gimnazial, liceal și școală profesională. Liceul funcționează ca personalitate juridică în 3 corpuri de clădire și are trei structuri arondate.

### Aprilie
- 9 aprilie: A luat sfârșit Războiul civil american (Războiul de secesiune).
- 14 aprilie: Asasinarea președintelui Lincoln. Președintele Statelor Unite, Abraham Lincoln, este împușcat în timp ce participa la spectacolul Our American Cousin la teatrul Ford din Washington, de către actorul și simpatizantul confederat John Wilkes Booth.
- 15 aprilie: Președintele Lincoln moare în această dimineață. Vice-președintele Andrew Johnson devine cel de-al 17-lea președinte al Statelor Unite ale Americii.

### Mai
- 5 mai: În North Bend, Ohio are loc prima jefuire a unui tren în Statele Unite. Frații Reno au prădat 13.000 de dolari.

### Iulie
- 5 iulie: Prima reglementare de viteză este introdusă în Marea Britanie: 2 mile/h (3,2 km/h) în oraș și 4 mile/h (6,4 km/h) la țară.
- 14 iulie: Prima ascensiune a muntelui Matterhorn situat în Alpii Pennini, de către exediția condusă de britanicul Edward Whymper. Pe drumul de întoarcere, patru dintre cei șapte membri ai echipei au căzut în prăpăstie.

### Decembrie
- 5 decembrie: În fața mișcărilor anticuziste, domnitorul Alexandru Ioan Cuza reiterează că este gata oricând să cedeze puterea.
- 10 decembrie: Începutul domniei regelui Leopold al II-lea al Belgiei (1865-1909).

### Nedatate
- ianuarie: Apare legea prin care Biserica Română se declară autocefală față de Patriarhia din Constantinopol.
- martie: Are loc cea mai catastrofală inundație a Bucureștiului; ambele maluri ale Dâmboviței, de la Grozăvești până în Titan, au fost acoperite cu un strat de apă care atingea pe alocuri și 3 metri.
- BASF AG: Companie germană de produse chimice și plastice cu sediul la Ludwigshafen, landul Renania-Palatinat.
- Intră în vigoare Codul Penal (aprobat de domnitorul Alexandru Ioan Cuza în 1864).
- În SUA, nava cu aburi "Sultana", purtând 2.300 de pasageri, a explodat și s-a scufundat în Mississippi, omorând 1.700 de oameni.
- În SUA, se înființează Ku Klux Klan (prima organizație). Membrii acestor organizații susțin superioritatea rasei albe și își exprimă adesea cu violență atitudinea de antisemitism, anti-catolicism, homofobie (până în 1870). A doua organizație a apărut în 1915 (până în 1944).
- În urma demisiei guvernului Mihail Kogălniceanu, este numit un cabinet prezidat de Constantin Bosianu.
- La Primăria Bucureștiului se înființează Oficiul de Stare Civilă. Până acum actele de stare civilă se întocmeau și se păstrau la biserica care efectua botezul, căsătoria sau decesul.
- The Nation (Națiunea). Săptămânal de opinie din SUA, înființat de Frederick Law Olmsted și Edwin L. Godkin.

## Arte, științe, literatură și filozofie
- Fiodor Dostoievski publică Crimă și pedeapsă.
- Jules Verne publică De la terre à la lune (De la Pământ la Lună).
- Lewis Carroll publică Alice's Adventures in Wonderland (Alice în Țara Minunilor).

## Nașteri

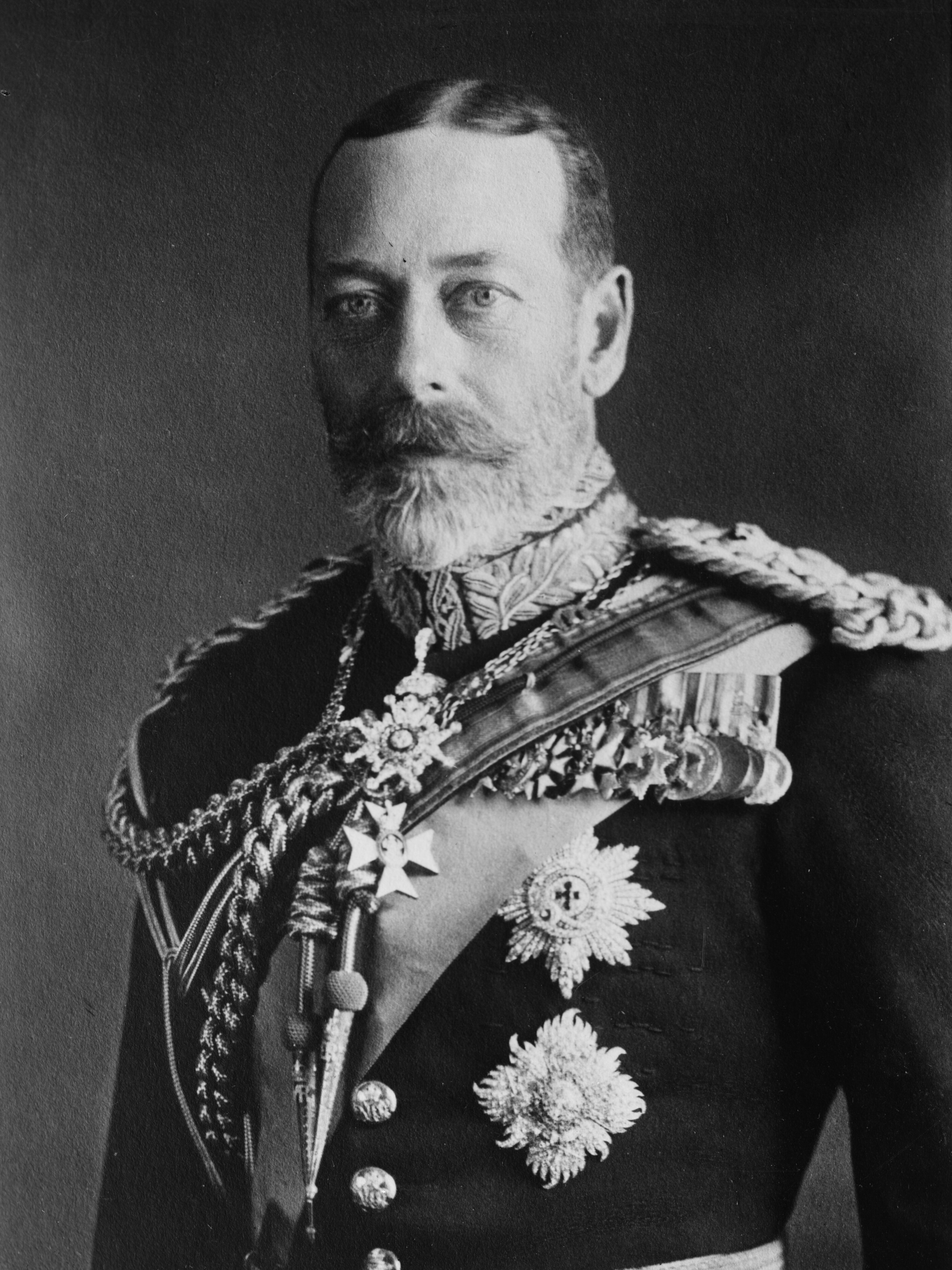
Regele George al V-lea al Regatului Unit
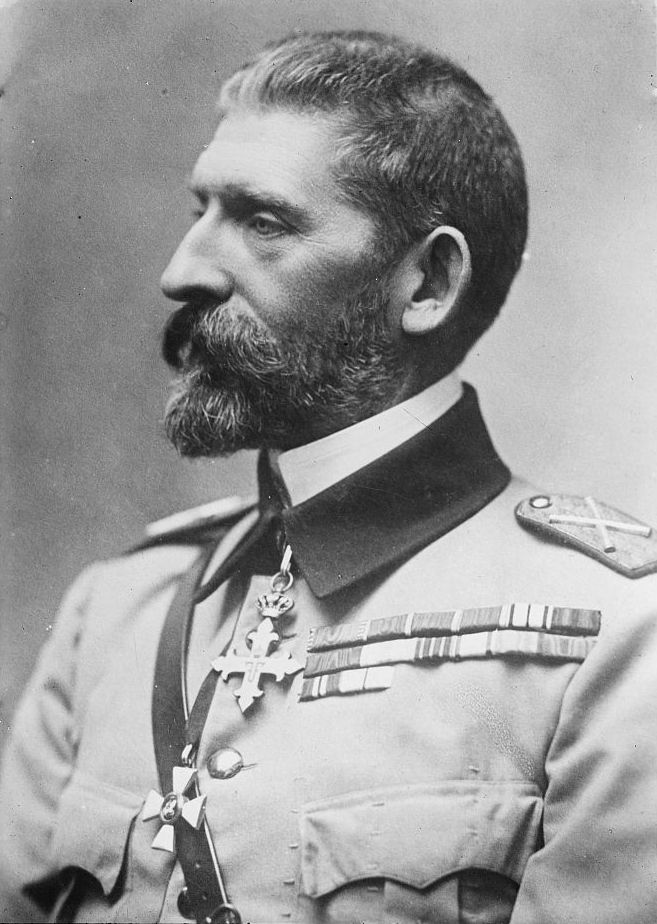
Regele Ferdinand I al României
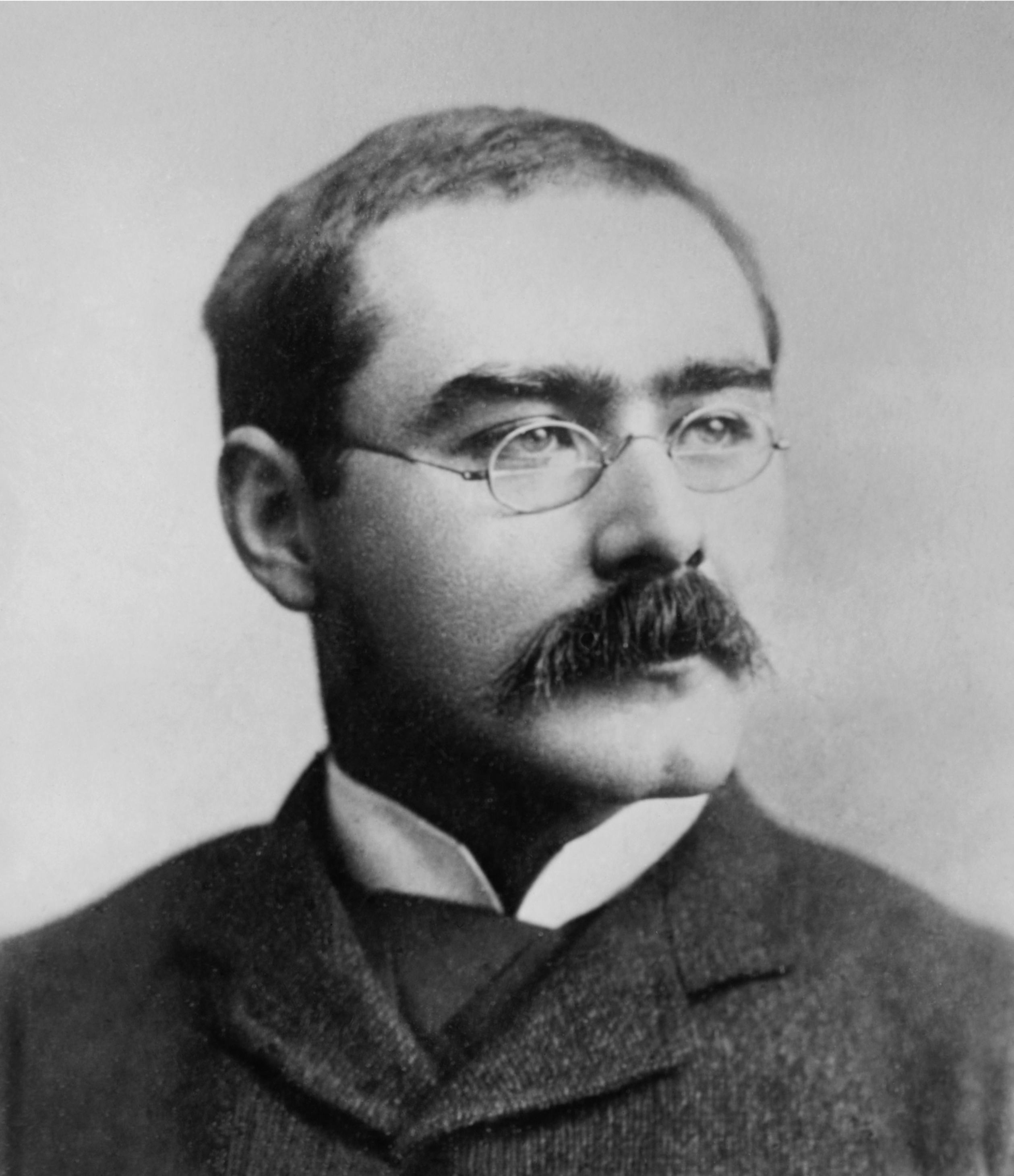
Rudyard Kipling, scriitor englez

- 13 ianuarie: Prințesa Maria de Orléans, prințesă franceză (d. 1909)
- 20 ianuarie: Friedrich, Prinț de Waldeck și Pyrmont (d. 1946)
- 25 ianuarie: Prințesa Elisabeta de Saxa-Altenburg, Mare Ducesă a Rusiei (d. 1927)
- 21 februarie: Anton Bacalbașa, ziarist, prozator și traducător, creatorul personajului literar "Moș Teacă" (d. 1899)
- 23 februarie: Elsa Bruckmann, gazdă de salon germană provenind din înalta aristocrație română (d. 1946)
- 13 martie: Dragomir Hurmuzescu, fizician, inventator român (d. 1954)
- 13 martie: Endre Aczél (Ármin Adler), scriitor, jurnalist, și redactor maghiar (d. 1935)
- 1 aprilie: Ștefan Cicio Pop, politician român, ministru de Externe și președinte al Camerei Deputaților (d. 1934)
- 21 aprilie: Arhiducele Otto Franz al Austriei, tatăl ultimului împărat al Austriei, Carol I (d. 1906)
- 15 mai: Ion Marinescu-Vâlsan, pictor român (d. 1936)
- 25 mai: Regele Frederic August al III-lea al Saxoniei (d. 1932)
- 1 iunie: Constantin Stere, om politic, jurist, savant și scriitor român (d. 1936)
- 3 iunie: Regele George al V-lea al Regatului Unit (d. 1936)
- 13 iunie: William Butler Yeats, poet englez, laureat al Premiului Nobel (d. 1939)
- 31 iulie: Afonso, Prinț Regal al Portugaliei (d. 1920)
- 31 iulie: Henri Brémond, critic literar și prelat francez (d. 1933)
- 1 august: Prințul Eugén, Duce de Närke (d. 1947)
- 3 august: Iancu Flondor, om politic român (d. 1924)
- 24 august: Ferdinand I, al doilea rege al României (1914-1927) (d. 1927)
- 27 august: Charles Gates Dawes, bancher și politician american, laureat al Premiului Nobel (d. 1951)
- 11 septembrie: Árpád Abonyi (Csiba), scriitor, poet, și jurnalist maghiar (d. 1918)
- 23 septembrie: Suzanne Valadon, pictoriță franceză, prima femeie admisă în Societatea Națională de Arte Frumoase (d. 1938)
- 23 septembrie: Albrecht, Duce de Württemberg (d. 1939)
- 28 septembrie: Amélie de Orléans, soția regelui Carlos I al Portugaliei (d. 1951)
- 14 noiembrie: Friedrich Leopold al Prusiei (d. 1931)
- 30 decembrie: Rudyard Kipling, poet și prozator britanic, laureat al Premiului Nobel (d. 1936)

## Decese

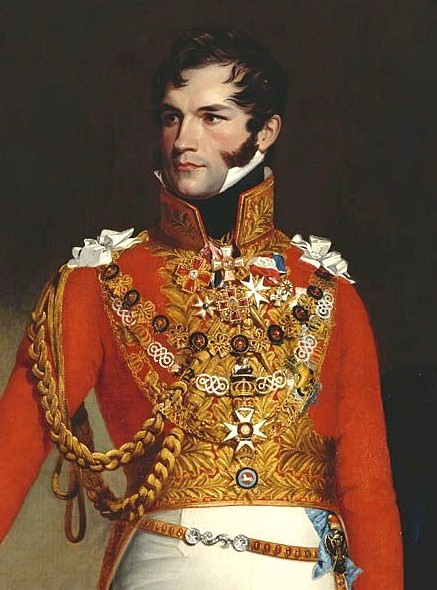
Regele Leopold I al Belgiei

- 3 ianuarie: Maria Ferdinanda de Saxonia (n. Maria Ferdinanda Amalia Xaveria Theresia Josepha Anna Nepomucena Aloysia Johanna Vincentia Ignatia Dominica Franziska de Paula Franziska de Chantal), 68 ani, Mare Ducesă de Toscana (n. 1796)
- 19 ianuarie: Pierre-Joseph Proudhon, 56 ani, economist, sociolog francez, teoretician al socialismului (n. 1809)
- 10 februarie: Heinrich Lenz (n. Heinrich Friedrich Emil Lenz), 60 ani, fizician rus de etnie germano-baltică (n. 1804)
- 17 februarie: George Phillips Bond, 39 ani, astronom american (n. 1825)
- 27 februarie: Miklós Jósika, 70 ani, scriitor maghiar (n. 1794)
- 1 martie: Marea Ducesă Anna Pavlovna a Rusiei, 70 ani, soția regelui William al II-lea al Olandei (n. 1795)
- 15 aprilie: Abraham Lincoln, 56 ani, al 16-lea președinte al Statelor Unite (1861-1865), (n. 1809)
- 16 aprilie: Prințesa Anne de Hesse și de Rin (n. Maria Anna Wilhelmine Elisabeth Mathilde), 21 ani, Mare Ducesă de Mecklenburg-Schwerin (n. 1843)
- 24 aprilie: Țareviciul Nicolae Alexandrovici al Rusiei, 21 ani (n. 1843)
- 6 iulie: Sofia Wilhelmina a Suediei (n. Sofia Vilhelmina Katherina Marie Lovisa Charlotta Anna), 64 ani, Mare Ducesă de Baden (n. 1801)
- 13 august: Infantele Francisco de Paula al Spaniei, 71 ani (n. 1794)
- 13 august: Ignaz Semmelweis (n. Ignác Fülöp Semmelweis), 47 ani, medic maghiar, supranumit "salvatorul mamelor" (n. 1818)
- 6 septembrie: Nicolae Filimon, 45 ani, prozator român (n. 1819)
- 18 octombrie: Henry Temple, 78 ani, politician britanic, prim-ministru al Marii Britanii (n. 1784)
- 12 noiembrie: Elizabeth Gaskell (n. Elizabeth Cleghorn Stevenson), 55 ani, scriitoare engleză (n. 1810)
- 10 decembrie: Regele Leopold I al Belgiei (n. Leopold George Christian Frederick), 74 ani (n. 1790)